# Троїцьке (Пачелмський район)
Тро́їцьке (рос. Троицкое) — село у складі Пачелмського району Пензенської області, Росія.
Населення — 67 осіб (2010; 110 у 2002).
Національний склад станом на 2002 рік:
- росіяни — 100 %